# にしんずし
にしんずしは、ニシンを用いたなれずしである。

## 概要
かつて、大量に取れたニシンは腐敗しやすいために身欠きニシンにされたが、さらなる長期保存するために作られた。米や塩も高価だが豊富にあり、材料に困らなかった。漬けているときに麹による乳酸発酵が起き、酸味が生ずる。

## 作り方
桶の中に、みかきにしんを水に漬けて戻したものに、短冊か千切りにした半乾しダイコン、もしくはニンジンを加え、塩と麹とを振りかけて交互に漬け、重しを加えて空気を遮断させて嫌気醗酵させる。3週間ほど経ってから完成するが、さらに長期間保存することもある。ニシン1貫に麹1升、塩3合の割合で作る。福井県若狭地方を中心に盛んに作られている。また、その周辺地域の名物であり、冬季を中心に一般家庭でも作られている。

## 販売
敦賀駅周辺の土産物店で販売されている。